# Walter Rózsi
R. Walter Rózsi (született: Walter Rozália Mária Nagymaros, 1899. szeptember 21. – Budapest, 1974. augusztus 14.) magyar opera-énekesnő (szoprán), a „magyar Jeritza”.

## Élete
Szülei Walter András és Konrád Jozefa (1873–1966) voltak. Édesapja öltöztető volt a dalszínházban. Hétévesen került az Operaház kebelében működő balettiskolába. 1919-ig a tánckar tagja maradt. Ezt követően a Belvárosi Színházban volt színésznő egy évadon át. A Zeneakadémián Georg Antheshez iratkozott be 1916-ban, majd Milánóban tanult énekelni. Állítólag Puccinival is találkozott.
Énekesi debütálása 1921. szeptember 5-én volt a Városi Színházban a Tosca címszerepében. Hamarosan átszerződtette az Operaház, melynek 1948-as nyugdíjba vonulásáig egyik vezető énekese volt.
1921–1924 között Bugovits Lajos főiskolai gondnok házastársa volt. 1924-ben Budapest VII. kerületében házasságot kötött dr. Radó Géza bankigazgatóval.
Elsősorban Puccini és verista operák főhősnőit alakította rendkívüli temperamentummal és színészi készséggel, ezért is ragadt rá a „magyar Jeritza” jelző. Alkalmanként énekelt oratóriumokat is.

## Főbb szerepei
- D'Albert: Hegyek alján – Márta
- Erkel: Hunyadi László – Szilágyi Erzsébet
- Giordano: Fedora – címszerep
- Jacobi Viktor: Sybill – címszerep
- Lehár: Giuditta – címszerep
- Leoncavallo: Bajazzók - Nedda
- Leoncavallo: Zazà – címszerep
- Mascagni: Parasztbecsület – Santuzza
- Puccini: Manon Lescaut - címszerep
- Puccini: Pillangókisasszony – Csocsoszán
- Puccini: Tosca – címszerep
- Puccini: A köpeny – Georgetta
- Puccini: A Nyugat lánya – Minnie
- Puccini: Turandot - címszerep
- Respighi: A láng – Silvana
- Richard Strauss: Salome – címszerep
- Richard Strauss: József legendája – Putifár felesége
- Verdi: Álarcosbál - Amelia
- Verdi: Otello - Desdemona
- Verdi: Aida – címszerep
- Wagner: Tannhäuser ... - Vénusz

## Díjai, elismerései
- 1942 – A Magyar Királyi Operaház örökös tagja
- 1954 – Szocialista munkáért érdemérem